# شهرستان هنگدونگ
شهرستان هنگدونگ (به لاتین: Hengdong County) یک منطقهٔ مسکونی در چین است که در هنگیانگ واقع شده‌است.